# Індіагома (Оклахома)
Індіагома (англ. Indiahoma) — місто (англ. town) в США, в окрузі Команчі штату Оклахома. Населення — 275 осіб (2020).

## Географія
Індіагома розташована за координатами 34°37′12″ пн. ш. 98°45′8″ зх. д. / 34.62000° пн. ш. 98.75222° зх. д. (34.619880, -98.752095).  За даними Бюро перепису населення США в 2010 році місто мало площу 0,73 км², уся площа — суходіл.

## Демографія
Згідно з переписом 2010 року, у місті мешкали 344 особи в 145 домогосподарствах у складі 97 родин. Густота населення становила 474 особи/км².  Було 170 помешкань (234/км²).
Расовий склад населення:
| - 64,0 % — білих - 27,9 % — корінних американців - 0,3 % — азіатів - 1,5 % — осіб інших рас |

До двох чи більше рас належало 6,4 %. Частка іспаномовних становила 11,9 % від усіх жителів.
За віковим діапазоном населення розподілялося таким чином: 20,3 % — особи молодші 18 років, 66,3 % — особи у віці 18—64 років, 13,4 % — особи у віці 65 років та старші. Медіана віку мешканця становила 44,4 року. На 100 осіб жіночої статі у місті припадало 98,8 чоловіків;  на 100 жінок у віці від 18 років та старших — 87,7 чоловіків також старших 18 років.
Середній дохід на одне домашнє господарство  становив 45 893 долари США (медіана — 43 750), а середній дохід на одну сім'ю — 48 747 доларів (медіана — 47 813). За межею бідності перебувало 17,1 % осіб, у тому числі 23,9 % дітей у віці до 18 років та 3,4 % осіб у віці 65 років та старших.
Цивільне працевлаштоване населення становило 155 осіб. Основні галузі зайнятості: освіта, охорона здоров'я та соціальна допомога — 18,1 %, виробництво — 15,5 %, будівництво — 12,9 %, публічна адміністрація — 12,3 %.